# Villa Avogadro

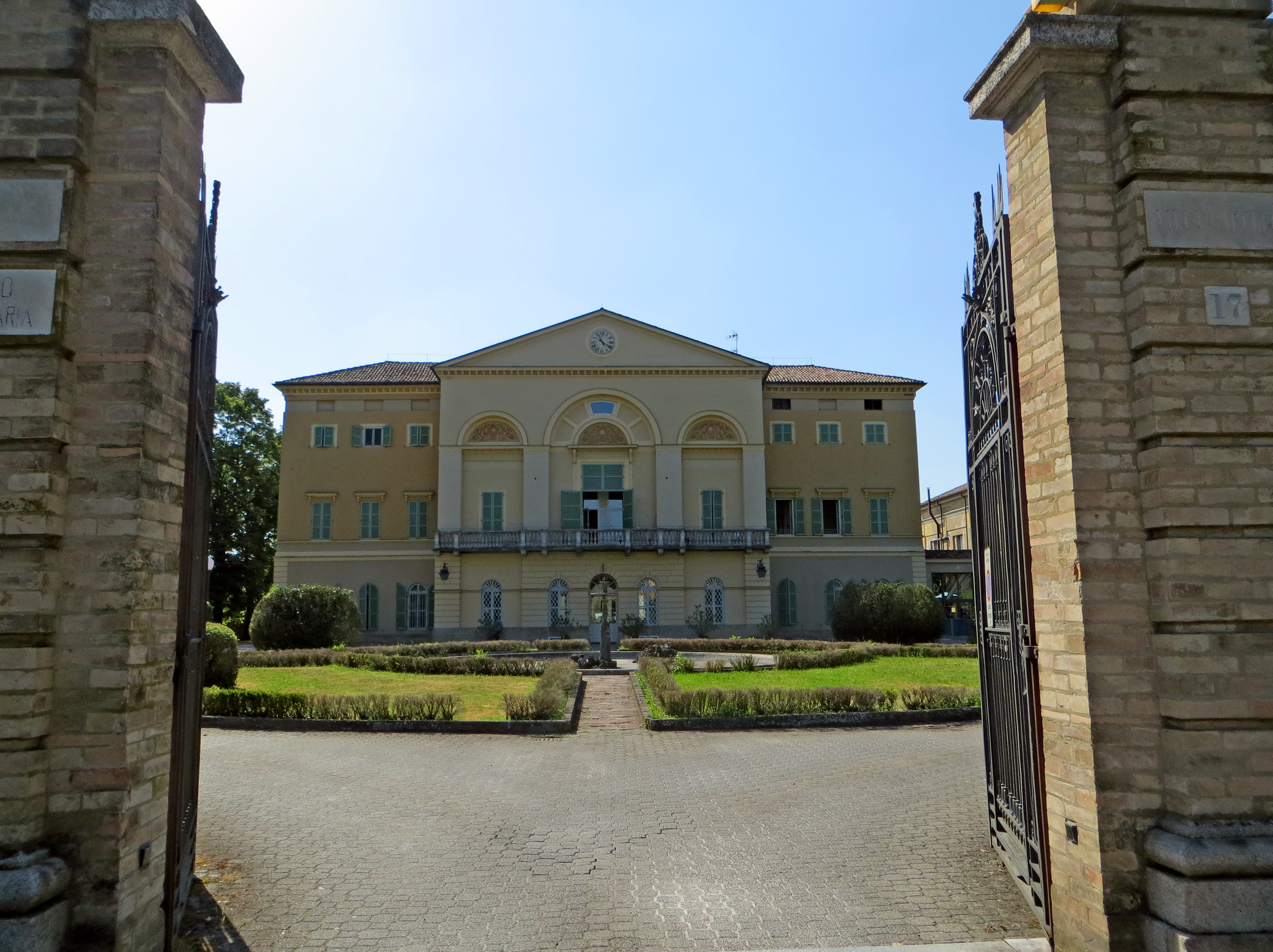
Villa Avogadro in Parma

Die Villa Avogadro, auch Villa La Pellegrina, ist ein klassizistisches Landhaus. Es liegt in der Strada Farnese 17 in Parma in der italienischen Region Emilia-Romagna.

## Geschichte
Das von einem großen Park umgebene Landhaus ließ Amadeo Rosazza, der Konstrukteur der Brücke über den Taro und des Teatro Regio di Parma, zwischen 1820 und 1825 im Ortsteil San Pelegrino di Vigheffio an einer Stelle errichten, an der bereits vorher ein Gebäude stand, das damals aber bereits eine Ruine war. Das Projekt, das von einigen Historikern irrtümlich Nicolò Bettoli zugeschrieben, wurde aber tatsächlich vom Architekten Paolo Gazzola geschaffen.
Nach dem Tod des Impresarios 1830 fiel das Anwesen an dessen Tochter Elisa, der Gattin des Grafen Francesco Bondani.
Nach 1850 kauften die Grafen De Rauschenfels die Immobilie, behielten sie aber nur wenige Jahre: Um 1868 verkauften sie sie an den Grafen Paolo Cappello di San Franco weiter, der sie seiner Tochter Cristina, der späteren Gattin des Grafen Antonio Avogadro aus Vercelli, als Mitgift gab.
Nachdem Antonio Avogadro 1946 verschwand, stifteten die Erben die Villa mit Park an die Piccole Figlie dei Sacri Cuori di Gesù e Maria, die dorthin zogen und einen Teil des Gebäudes in ein Internat und ein Waisenhaus umbauen ließen. Die Räume wurden an die neuen Zwecke angepasst und das kleine Theater in einen Schlafsaal umgewandelt.
1960 eröffneten die Schwestern in dem Gebäude auch einen Kindergarten für den Stadtteil, der in der Zwischenzeit bis an die Grundstücksgrenze des Anwesens herangewachsen war. Die wachsende Zahl der Kinder machte es 1997 notwendig, mit Umbauarbeiten der Kapelle in eine Schulaula zu beginnen; nach Abschluss der Arbeiten 2003 wurde die dritte Abteilung in die umgebauten Räumlichkeiten verlegt.

## Beschreibung
Die Villa liegt in der Mitte eines weiten Parks mit nahezu rechteckiger Form und ursprünglich von kultiviertem Land umgeben.

### Villa

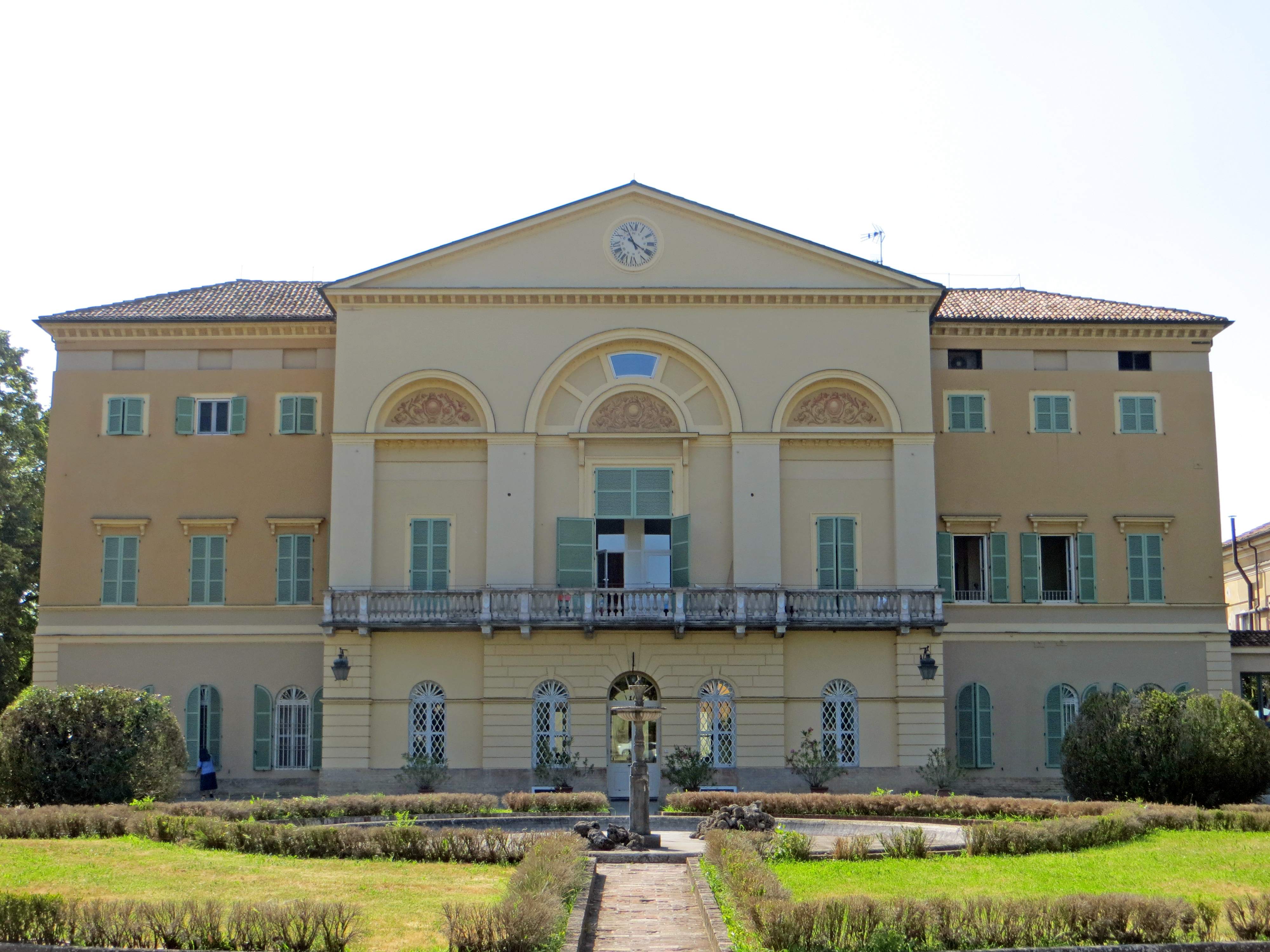
Fassade

Das Landhaus hat einen U-förmigen Grundriss; der Eingang befindet sich auf der Ostseite im Inneren des Vorbaus in Achse mit dem Eingangstor. Parallel zum Nordflügel liegt die Kapelle mit Apsis.
Die symmetrische Monumentalfassade, die vollständig verputzt ist, ist durch den imposanten Vorbau in der Mitte gekennzeichnet; das Erdgeschoss ist in falschem Bossenwerk verkleidet, das auch das Haupteingangsportal mit Rundbogen und die anschließenden Fenster gleicher Form umgibt. Im Hauptgeschoss blicken drei französische Fenster auf den langen Balkon mit Balustrade, von denen das mittlere sehr breit und von vier großen Lisenen begrenzt ist, und über dem große Lünetten mit Gemälden und Reliefrahmen angebracht sind. Oben fällt schließlich ein großes, dreieckiges Tympanon mit Gesims und Konsolen auf, in dessen Mitte eine Uhr sitzt. Die beiden Gebäudeflügel haben drei Stockwerke. Auf jeder Seite sind drei Fenster in jedem Stockwerk. Die im Erdgeschoss haben Rundbögen, die im Obergeschoss sind rechteckig mit vorspringenden Architraven darüber, die von kleinen Konsolen gestützt werden, und die im obersten Stockwerk sind quadratisch und mit einfachen Rahmen versehen. Ganz oben verläuft ein von Konsolen gestütztes Gesims.
Auf der rechten Seite erhebt sich die klassizistische Kapelle, die mit dem Haus durch eine überdachte Passage verbunden ist und eine symmetrische Spitzfassade besitzt, die horizontal in zwei Stockwerke geteilt ist. Unten in der Mitte liegt das Eingangstor mit Rundbogen, flankiert von zwei Fenstern in ebensolcher Form. Oben öffnen sich drei große Rundbogenfenster, unterbrochen von Lisenen, die mit Reliefbögen verbunden sind. Oben ist die Fassade durch ein dreieckiges Tympanon als Krönung abgeschlossen.
Die symmetrische Rückansicht der Villa ist durch den eleganten Baukörper in der Mitte gekennzeichnet. Im Erdgeschoss befindet sich, wiederum gerahmt von falschem Bossenwerk, in der Mitte das Eingangsportal mit Rundbogen, flankiert von zwei gleichartigen Fenstern. Im Obergeschoss ist ein großes Fenster mit Balustern, in drei Teile geteilt durch vier hohe, ionische Säulen und mit Reliefarchitrav versehen, eingebaut. Weiter oben liegt ein breites Fenster mit Lünetten, begrenzt durch einen Rahmen.
Ins Innere des Landhauses gelangt man durch ein imposantes Atrium mit quadratischem Grundriss, das durch vier Säulen dominiert wird. Dort beginnt die große Treppe, die zu den Salons und den anderen Räumen des Hauptgeschosses führt.

### Park
Vor der Villa erstreckt sich der Park in rechteckiger Form.
Der Garten, der durch ein Tor von der Strada Farnese auf der Ostseite aus zugänglich ist, zeichnet sich durch ein großes, kreisrundes Blumenbeet mit Hecken in der Mitte aus, in dessen Mitte sich ein Springbrunnen befindet. Entlang der Ränder des Parks, in bestimmtem Abstand von Gebäude, erheben sich hohe Bäume.